# Kembangan (Bukateja)
Kembangan is een bestuurslaag in het regentschap Purbalingga van de provincie Midden-Java, Indonesië. Kembangan telt 6926 inwoners (volkstelling 2010).